# Округ Шајен (Небраска)
Округ Шајен (енгл. Cheyenne County) је округ у америчкој савезној држави Небраска.

## Демографија
По попису из 2010. године број становника је 9.998, што је 168 (1,7%) становника више него 2000. године.
| Група             | 2000.         | 2010.         |
| Белци             | 9.235 (93,9%) | 9.079 (90,8%) |
| Афроамериканци    | 14 (0,1%)     | 19 (0,2%)     |
| Азијати           | 39 (0,4%)     | 158 (1,6%)    |
| Хиспаноамериканци | 438 (4,5%)    | 610 (6,1%)    |
| Укупно            | 9.830         | 9.998         |